# Gewog di Chhume
Il gewog di Chhume è uno dei quattro raggruppamenti di villaggi del distretto di Bumthang, nella regione Meridionale, in Bhutan.